# Torch (rappeur allemand)
Pour les articles homonymes, voir Torch.
Torch, de son vrai nom Frederik Hahn, né le 29 septembre 1971 à Heidelberg, est un rappeur allemand. Il est le premier MC local à avoir écrit des textes dans sa langue maternelle. Il débute dans le milieu du hip-hop allemand, largement influencé par le mouvement new-yorkais, au début des années 1980 à Heidelberg. À l'âge de 15 ans, Torch se fait découvrir par Afrika Bambaataa qui lui décerne alors le titre de Zulu King et Overlord of Sound & Culture. 

## Biographie

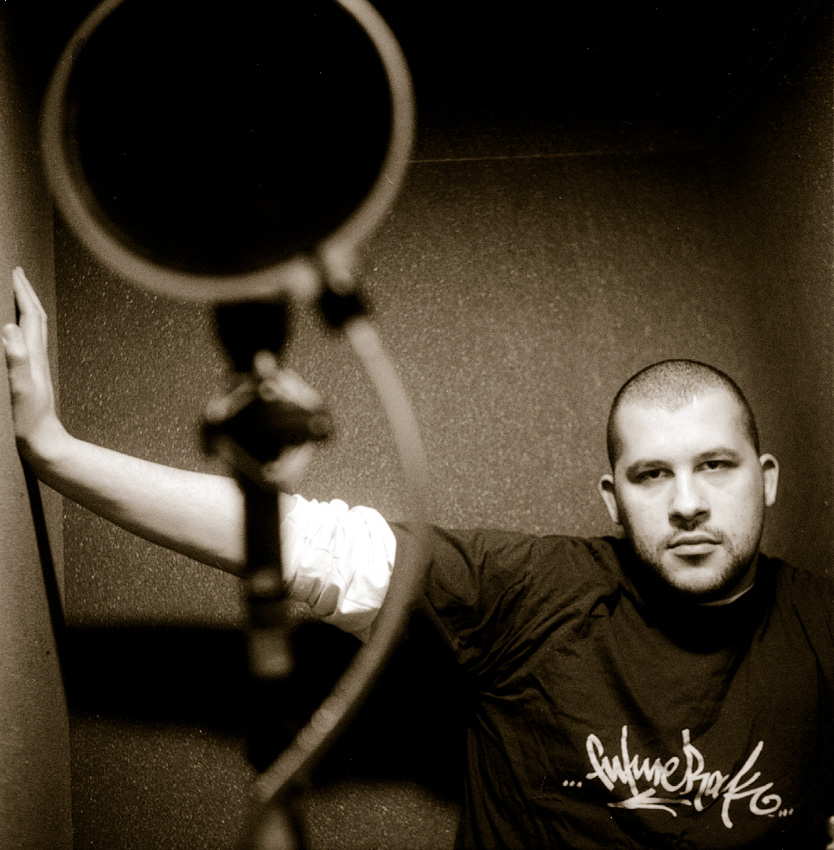
Torch en studio (2000).

En 1987, Torch fonde le groupe Advanced Chemistry avec Toni L, Linguist, Gee-One et DJ Mike MD. En 1992, la chanson Fremd im eigenen Land devient le premier hit du groupe. Grâce à sa diffusion sur la chaîne MTV, la chanson se popularise à l'international.
Le premier album de Torch, s'intitule Blauer Samt, publié en 2000. Durant sa carrière, il collabore aux côtés de groupes et artistes comme Afrika Bambaataa, Freestyle (Ex-Arsonists), Grandmaster Caz (Cold Crush Bros), Jurassic 5, KRS1 (BDP), Melle Mel, Missing Linx (Al Tariq-Ex Beatnuts), Whipper Whip et Virtuoso (Boston), Fréro-La Mixture (France). Après Bambaataa, Torch présente le tout premier chapitre allemand de la Zulu Nation, et joue au concert Rap against the Right. 
Son oncle est le poète haïtien Georges Castera.

## Discographie
- 2000 : Gewalt oder Sex (12" & MCD)
- 2000 : Blauer Samt (2xLP & CD)
- 2001 : Die Welt brennt/Wir waren mal Stars (2x12")
- 2001 : Die Welt brennt/Wir waren mal Stars (Remix) (12")
- 2001 : In deinen Armen (2x12" et CD)
- 2001 : Blauer Samt (InstruMentals) (2xLP, 360rec)
- 2005 : Move the Crowd (12"), limitiert auf 360 Stück (DJ Haitian Star et Grandmaster Caz)
- 2008 : Heidelberg (mixtape)
- 2008 : Mixtape 01 (EP) (DJ Haitian Star)
- 2009 : Mixtape 01 EP (10") (DJ Haitian Star)
- 2011 : Blauer Samt (réédition) (CD & Vinyl LP)
- 2015 : Boomshell Bounce EP (Vinyl, 7") (DJ Haitian Star)